# Jiao Liuyang
Jiao Liuyang (født 6. august 1991 i Harbin, Heilongjiang, Kina) er en kinesisk svømmer. Hun har vundet en sølvmedalje ved de olympiskelege i Beijing i 2008 og en guldmedalje i London i 2012, begge i 200 meter butterfly.